# 武陵駅
武陵駅（ムルンえき）は、大韓民国慶尚北道安東市にかつて存在した韓国鉄道公社中央線の駅である。

## 歴史
- 1940年3月1日：開業[1]。
- 2007年6月1日：旅客取扱中止。
- 2020年9月23日：当駅 - 丹村駅間が新線に切り替え。
- 2020年11月12日：廃止告示[2]。
- 2020年12月16日：栄州駅 - 当駅間の新線に切り替えに伴い廃止。

## 隣の駅
韓国鉄道公社
中央線
安東駅 - 武陵駅 - (雲山駅) - (丹村駅) - (業洞信号場) - 義城駅